# John Hagee
John Charles Hagee, född 12 april 1940 i Goose Creek (idag en del av Baytown) i Texas, är en amerikansk pastor. Han är grundare och ledare för megakyrkan Cornerstone Church i San Antonio, Texas och ledare för Global Evangelism Television och John Hagee Ministries som sänder predikningar via radio och TV. Han är också ledare för den kristna sionistgruppen Christians United for Israel. Han har skrivit flera böcker, såsom Jerusalem Countdown, In Defense Of Israel och Four Blood Moons. Flera av hans böcker handlar om bibliska profetior.